# Sandra Beijer
Sandra Maria Victoria Beijer Körlof, före 2002 Alexandra Maria Victoria Körlof, född 10 augusti 1984 i S:t Matteus församling i Stockholm, är en svensk bloggare, författare och krönikör. Hon driver en av Sveriges största bloggar och har givit ut tre romaner.

## Biografi
2005 startade Beijer bloggen Niotillfem tillsammans med en vän. Sedan 2006 är bloggen Beijers egen, och har runt 170 000 besök per vecka.
Beijer har studerat på Berghs School of Communication i Stockholm och praktiserade sommaren 2007 som copywriter på reklambyrån Cunning i New York. Tillsammans med en klasskamrat från Berghs sökte hon jobb på reklambyrån Ruth med hjälp av en film som de spelade in med Thorsten Flinck. Videon visades för flera reklambyråer, och Beijer fick sedan ett jobb på reklambyrån Garbergs.
2008 vann hon Veckorevyn Blog Awards i kategorin "Mest originella blogg". Hon har även varit nominerad i samma tävling för "Guldpennan" (2012) och "Bästa Podcast" (2014).
2010 lämnade Beijer Garbergs för reklambyrån Kirshenbaum, Bond, Senecal + Partners i New York. 2011 bytte hon reklambyrå till Wieden + Kennedy i New York där hon arbetade fram till februari 2013. Hon tilldelades ett Guldägg 2012 för sitt arbete med NK.
I samband med Pridefestivalen 2013 designade Beijer, tillsammans med Joakim Hedblad, en t-shirt för Faggot Apparel. På framsidan av tröjan är texten "Putin you can't sit with us" tryckt. Vinsten på försäljningen går till människorättsorganisationen Civil Rights Defenders som arbetar för HBTQ-personers rättigheter i Ryssland.
År 2013 gavs Beijers novell Djuret ut av föreningen Brevnoveller, och året därpå romandebuterade hon med boken Det handlar om dig på Rabén & Sjögren.
År 2014 blev Beijer en av stiftelsen Friends ambassadörer som arbetar för att sprida kunskap om och motverka mobbning.
Under vår och sommar 2014 visades en så kallad tvodd, en podd i TV-format, med Sandra Beijer och hennes vän Michelle Pino på SVT:s webbkanal SVT Flow. Serien var en fortsättning på podcasten de sände mellan december 2013 och mars 2015. Beijer och Pino blev nominerade till årets podcast i Veckorevyn Blog Awards 2014 och hade 50 000 lyssnare i månaden.
I samarbete med klädmärket JC tog hon fram en klädkollektion för sommaren 2014 i limited edition-upplaga. Mellan augusti 2015 och december 2016 var Beijer redaktör för Metro Modes satsning Creative tillsammans med Flora Wiström. Under sommaren 2016 sändes ett bokprogram på TV3 med fyra avsnitt som gjordes unikt för hennes blogg Niotillfem.
Beijers andra roman Allt som blir kvar utkom på Natur & Kultur september 2016. Pocketutgåvan utkom april 2017.
I september 2017 utkom den svenska översättningen av den bästsäljande poesisamlingen Milk & Honey (svensk titel: Mjölk och Honung) av Rupi Kaur, översatt och tolkad av Beijer. I januari 2018 flyttades Beijers blogg från Metro Mode till Elle. I december 2018 gavs den svenska översättningen ut av manuset till den första säsongen av TV-serien Skam på Mondial förlag, översatt av Beijer.
En omarbetad version av Beijers andra roman Allt som blir kvar låg som grund till tv-serien med samma namn. Serien regisserades av Fanny Ovesen, hade premiär våren 2022 på SVT och bestod av åtta avsnitt. Huvudrollerna spelades av Oscar Zia, Madeleine Ferraud och Erik Enge. Manus skrev Beijer tillsammans med Maria Clauss.

### Privatliv
Beijer har ett förhållande med journalisten Björn Werner. Tillsammans har de ett barn, fött 2021.